# Romain Rolland
Romain Rolland (Clamecy, 29 januari 1866 – Vézelay, 30 december 1944) was een Franse schrijver en winnaar van de Nobelprijs voor Literatuur. Ook was hij bekend als pacifist.

## Biografie
Romain Rolland werd geboren in een rooms-katholiek gezin, maar brak met het katholieke geloof. Hij bleef zijn hele leven wel een religieus mens.
Rolland wilde musicus worden, maar werd hierin tegengewerkt door zijn ouders. Hij studeerde aan de École française in Rome, waar hij sterk onder de invloed kwam van de Duitse schrijfster Malwida von Meysenbug, die onder andere bevriend was met Friedrich Nietzsche en Richard Wagner. Zij maakte hem bewust van de nauwe band tussen Frankrijk en Duitsland. In Rome schreef hij zijn eerste drama's: Empédocle en Orsino, die echter niet werden opgevoerd. Terug in Frankrijk werd hij lector in de geschiedenis aan de École normale supérieure van Parijs. Vlak voor de eeuwwisseling sloot hij vriendschap met Charles Péguy. Hoewel zijn ideeën vaak afweken van die van Péguy, bleef hun vriendschap hecht.
Tussen 1904 en 1912 verscheen zijn 10-delige Jean Christophe, een fictieve biografie over een geniaal musicus, voor wie Ludwig van Beethoven model stond. Hierin toont hij de nauwe verbondenheid tussen Frankrijk en Duitsland. Nadien schreef hij veel werken voor het volkstoneel en drama's over de Franse Revolutie. In 1913 ontving hij de grote prijs van de Académie Française voor Jean Christophe.
Vlak voor de Eerste Wereldoorlog uitbrak vestigde hij zich in Zwitserland. Het uitbreken van de oorlog vond hij vreselijk, niet alleen vanuit pacifistisch oogpunt, maak ook omdat hij zich zo had ingespannen de eenheid van de Frans-Duitse cultuur aan te tonen. In Frankrijk werd hij in die tijd gezien als pro-Duits (vanwege zijn afwijzing van de oorlog) en in Duitsland als pro-Frans en Frans nationalistisch. In zich zelf gekeerd bracht hij de oorlogsjaren in Zwitserland door.
In 1915 ontving hij de Nobelprijs voor Literatuur. Hij aanvaardde de prijs en gaf de daaraan verbonden geldprijs aan het Rode Kruis.
In Zwitserland ontmoette Rolland de daar toendertijd in ballingschap verblijvende Russische revolutionairen Lenin en Trotski. Onder hun invloed werd hij radicaal revolutionair. Zijn gedachten over een revolutie waren echter volgens velen romantisch en de (gewelddadige) uitwassen van een revolutie waren hem een gruwel.
Romain Rolland was bevriend met Stefan Zweig, die een boek over hem schreef, getiteld: Romain Rolland. Der Mann und das Werk (1929).

### Na de oorlog
Na de Eerste Wereldoorlog keerde hij naar Frankrijk terug. Hij richtte samen met de marxistische intellectueel Henri Barbusse de pacifistische Clarté-beweging op. Als fel tegenstander van nationalisme en conformisme vond hij voldoening in de hindoeïstische mystiek. In 1924 schreef hij een biografie over Gandhi: Vie de Mahâtmâ Gandhi, waarin hij zijn bewondering uitsprak voor Mahatma Gandhi's revolutionaire lijdzaamheid, die toch ook weer revolutionair was én zeker non-conformistisch. Eens had hij de gelegenheid om Gandhi in Zwitserland te ontmoeten.
Hij schreef ook boeken over de hindoe-mystici Ramakrishna (Vie de Ramakrishna) en Vivekanda (Vie de Vivekanda).
Naast een toenadering tot de (hindoe)mystiek legde hij ook sympathie aan de dag voor het communisme in de Sovjet-Unie. Zijn toenadering tot het communisme moet men vooral zien in het licht van zijn afschuw voor het nationaalsocialisme in Duitsland dat hij zag als oorlogszuchtig. In 1935 bezocht hij de USSR en ontmoette daar de Russische schrijver Maxim Gorki en Sovjetleider Jozef Stalin. Hoewel enigszins teleurgesteld in het communisme en in Stalin, weigerde hij het communisme in de Sovjet-Unie af te keuren omdat hij anders misschien door de fascisten zou worden misbruikt voor hun doeleinden. In het door hem geschreven toneelstuk Robespierre schemerde echter wel een afkeuring van het materialisme (dat wil zeggen atheïsme) door (verwijzend naar het atheïsme in het Russische communisme).
In 1937 koos hij definitief voor Frankrijk en het democratische gedachtegoed. Na de Duitse inval in Frankrijk in 1940 werkte hij vooral aan zijn omvangrijke biografie over Beethoven.
In de ogen van Rolland waren met name de oergeschiedenissen van de godsdiensten (scheppingsverhalen, paradijs, zondvloed etc.) grotendeels hetzelfde en terug te voeren op één godsdienst.

## Werken (selectie)
Reeds genoemde boeken zijn niet opgenomen.
- Vie de Beethoven 1903
- Vie de Michel-Ange 1904
- Vie de Haendel 1910
- Vie de Tolstoï 1911
- Colas Breugnon 1919
- Empédocle d’Agrigente 1921
- Vie de Charles Péguy 1944
- St. Louis 1897 (toneel)
- Le temps viendra 1903 (toneel)
- Les origines du théâtre lyrique moderne. Histoire de l’opéra en Europe avant Lully et Scarlatti 1895
- Musiciens d’aujourd'hui (1908)

#### Nederlandse vertalingen
- Jean-Christophe deel 1 - Dageraad. Bevat de boeken: Dageraad, Ochtend, Adolescent en Opstandigheid. Vertaald door Tatjana Daan. Uitgeverij Meulenhoff, Amsterdam, 2023. ISBN 9789029095174
- Jean-Christophe deel 2 - In Parijs. Bevat de boeken: Kermis op het plein, Antoinette en Binnenshuis. Vertaald door Tatjana Daan. Uitgeverij Meulenhoff, Amsterdam, 2023. ISBN 9789029097932
- Jean-Christophe deel 3 - Het einde van een reis. Vertaling nog niet verschenen.